# 依托咪酯
（别名乙苄咪唑、甲苄咪酯、太空油）是一种麻醉药品，在一些国家和地区被列為毒品，醫療上則用于诱导全身麻醉。

## 化学性质
1-苯乙基咪唑-5-甲醇的氧化-酯化反应、咪唑-5-甲酸乙酯和1-苯基乙醇的Mitsunobu偶合反应及N-[1-(2-溴苯基)乙基]甘氨酸乙酯的成环-脱溴反应可用于该药物的合成。
它在氢氧化钠溶液中水解，酸化后可以得到(R)-1-(1-苯乙基)咪唑-5-甲酸；它和丙醇钠或异丙醇钠反应，可以得到相应的丙酯或异丙酯类似物。它可以和钌形成配合物。

## 管制

### 中國大陸
依托咪酯在中華人民共和國是第二类精神药品，非法贩卖涉及妨害药品管理罪和贩卖毒品罪。吸食含有依托咪酯的电子烟则会被强制戒毒。

### 中華民國
在臺灣，甲苄咪酯（依托咪酯）於2023年起自中國大陸輸入，混合化學物被提煉、混合成電子煙油，再分裝成電子煙彈，因其所生症狀，被以「喪屍煙彈」、「喪屍毒品」或「上頭電子煙」等名販售。由於取得便利，因吸食該電子煙所生刑事案件及道路交通事故日增，法務部毒品審議委員會於2024年6月13日通過會議審議，預告修正「毒品危害防制條例」第二條附表三，將依托咪酯（即甲苄咪酯）增列為第三級毒品管制，法制作業完成後即公告列管，後來在同年11月提升為二級毒品，輸送、販賣或製作依托咪酯者最重可處無期徒刑。

### 香港
依托咪酯原本被列為第1部毒藥，為香港法例第138A章《藥劑業及毒藥規例》第1部附表1及附表3管制的物質，該類藥物只可在藥房按照醫生處方才可購買。
2023年，依托咪酯於香港被製造成電子煙油，俗稱為「太空油」，銷售對象主要為年青人，而且更包括未成年人士。《2024年度香港行政長官施政報告》附篇中提出須加強對依托咪酯的管制，時任保安局局長鄧炳強就施政報告措施進行簡報時表示，建議將依托咪酯納入《危險藥物條例》（香港法例第134章）管制，並已徵詢禁毒常務委員會及相關持份者，目標於2025年上半年完成立法將依托咪酯列為危險藥物。
2025年2月14日修訂附屬法例，正式將依托咪酯及其三種類似物（美托咪酯、丙帕酯和異丙帕酯）列為危險藥物，非法販賣依托咪酯最高判處終身監禁及罰款港幣500萬元。

### 新加坡
在新加坡，依託咪酯被列為《毒藥法令》所規管的毒藥。販售者可能會被判處最長兩年監禁和／或罰款最高一萬新元。

## 備註
1. ↑  或R-(+)-1-(1-苯乙基)-1-氢-咪唑-5-甲酸乙酯、(R)-(+)-1-(1-苯乙基)-1-氢-咪唑-5-甲酸乙酯、(R)-1-(1-苯基乙基)-1H-咪唑-5-甲酸乙酯及乙苄咪唑

## 外部連結
- 新興毒品、新型菸品雙重奏：依托咪酯升二級毒品，「喪屍煙彈」如何侵蝕年輕世代？ （页面存档备份，存于）
- 淺談新興濫用藥物「依托咪脂」及列管第三級毒品後之罰則 （页面存档备份，存于）
- . Drug Information Portal. U.S. National Library of Medicine.   [2022-06-23]. （原始内容存档于2022-08-01）.